# Guda
Guda est une enlumineuse de manuscrit allemande active au milieu du XIIe siècle.
Elle a réalisé son autoportrait dans un homéliaire — un recueil de textes pour la prédication religieuse —, autoportrait considéré comme l'un des plus anciens réalisés par une artiste dans l'histoire de l'art occidental.

## Enlumineuse
Au Moyen-Âge, malgré l'humilité liée à leur situation souvent au sein d'un monastère, la majorité des enlumineurs et calligraphes indiquent leur nom à un endroit du manuscrit sur lequel ils ont travaillé : soit dans l'explicit à la fin de l'ouvrage, soit près ou dans une enluminure ou dans une marge. Certains de ces artistes se sont représentés, avec plus ou moins de prétention ou de modestie, sur un tableau, dans une enluminure ou à un endroit particulier d'un ouvrage. Cela nous permet de connaître nombre d'entre eux, y compris des femmes. À l'époque, les grands monastères féminins étaient assez nombreux à avoir un scriptorium : atelier où étaient créés ou copiés les manuscrits ; des ateliers de laïcs existaient par ailleurs dans des villes.
Guda est indiquée dans l'homéliaire dit de Saint-Barthélemy (Bibliothèque universitaire de Francfort, Ms.Barth.42), daté du milieu du XIIe siècle, comme la copiste et l'enlumineuse. Elle s'est elle-même représentée sur une des deux seules lettrines historiées, au milieu de la lettre D (f.110v.), la main tendue et entourée de l'inscription suivante : « Guda, peccatrix mulier, scripsit et pinxit hunc librum » (Guda, pécheresse, a écrit et enluminé ce livre). Le lieu de réalisation du manuscrit n'a pu être déterminé avec précision, probablement dans un monastère rhénan, mais il est localisé depuis le XVe siècle à Francfort. Ceci permet de savoir que Guda était une religieuse au sein d'un monastère rhénan, qui a travaillé à un homéliaire lié à la cathédrale de Francfort. Le livre en question contient également sept lettrines réalisées par cette enlumineuse.

## Postérité
Le nom de l'artiste se retrouve dans l'installation artistique The Dinner Party (1974-1979) de Judy Chicago dans l'aile II, associée à la convive Hrotsvita de Gandersheim.